# Czarnia (gmina Kadzidło)
Czarnia – wieś sołecka w Polsce, położona w województwie mazowieckim, w powiecie ostrołęckim, w gminie Kadzidło.

## Położenie
Czarnia leży na Równinie Kurpiowskiej, 10 km na wschód od Kadzidła. 2 km na południe przepływa Szkwa.
Nie należy mylić miejscowości z Czarnią położoną bliżej Myszyńca, siedzibą gminy Czarnia.

### Podział administracyjny
| SIMC    | Nazwa    | Rodzaj    |
| ------- | -------- | --------- |
| 0511060 | Podbabie | część wsi |

## Środowisko naturalne
Na wschód od miejscowości znajduje się rezerwat przyrody Czarny Kąt, obejmujący ochroną bór brusznicowy i bór czernicowy.

## Historia
W 1827 Czarnia liczyła 39 domostw i 254 mieszkańców.
W latach 1921–1939 wieś leżała w województwie białostockim, w powiecie kolneńskim (od 1932 w powiecie ostrołęckim), w gminie Gawrychy.
Według Powszechnego Spisu Ludności z 1921 roku zamieszkiwało tu 413 osób, 376 było wyznania rzymskokatolickiego a 12 mojżeszowego. Jednocześnie 380 mieszkańców zadeklarowało polską przynależność narodową a 33 żydowską. Było tu 71 budynków mieszkalnych. Miejscowość należała do parafii rzymskokatolickiej w Lipnikach. Podlegała pod Sąd Grodzki w Kolnie i Okręgowy w Łomży; właściwy urząd pocztowy mieścił się w m. Zbójna.

W wyniku agresji Niemiec we wrześniu 1939, miejscowość znalazła się pod okupacją niemiecką. Została włączona w skład III Rzeszy.

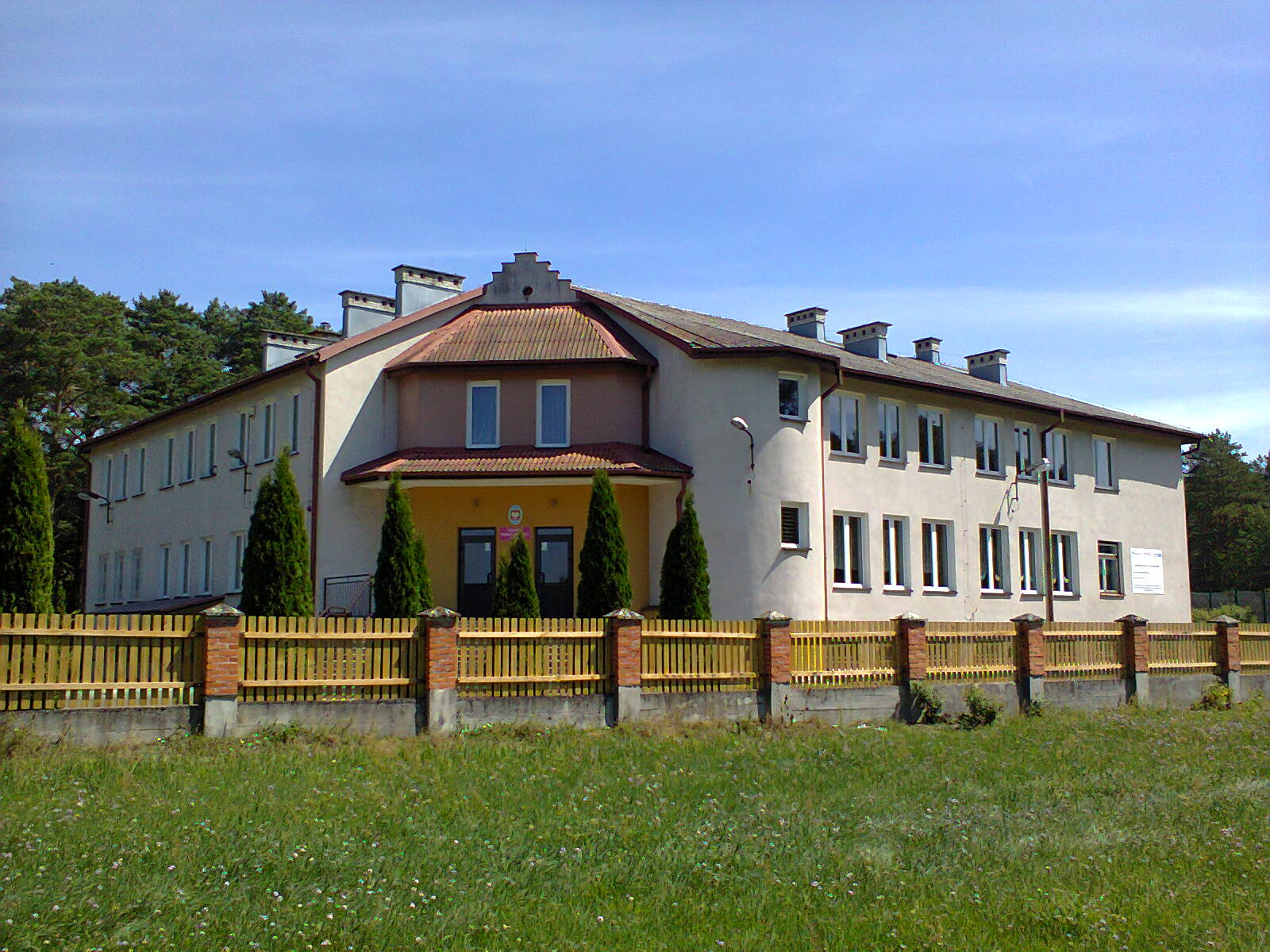
Szkoła podstawowa w Czarni

W latach 1975–1998 miejscowość należała administracyjnie do województwa ostrołęckiego.
W 2017 Czarnia liczyła 262 mieszkańców, 6 lata później w 2023 liczba ta spadła do 232.

## Architektura
Do rejestru zabytków Narodowego Instytutu Dziedzictwa są wpisane:
- drewniany kościół pw. św. Michała Archanioła z 1921 roku[14]
- cmentarz rzymskokatolicki[14] z XIX wieku[15]

## Religia
W miejscowości znajduje się zabytkowy kościół, który jest siedzibą parafii św. Michała Archanioła. W strukturze kościoła rzymskokatolickiego parafia należy do metropolii białostockiej, diecezji łomżyńskiej, dekanatu Kadzidło.